# 1848 في السويد
فيما يلي قوائم الأحداث التي وقعت خلال عام 1848 في السويد.

## أحداث
- 1 مارس – اضطرابات آذار

## مواليد

### فبراير
- 12 فبراير – أوتو بيترسون

## وفيات

### أغسطس
- 7 أغسطس – يونس ياكوب بيرسيليوس (مواليد 1779) كيميائي سويدي.